# Жовточеревий астрильд
Жовточеревий астри́льд (Coccopygia) — рід горобцеподібних птахів родини астрильдових (Estrildidae). Представники цього роду мешкають в Східній, Центральній і Південній Африці.

## Види
Виділяють три види:
- Астрильд ефіопський (Coccopygia quartinia)
- Астрильд ангольський (Coccopygia bocagei)
- Астрильд жовточеревий (Coccopygia melanotis)

Раніше C. quartinia і C. bocagei розглядалися як підвиди жовточеревого астрильда, який поміщався в рід Estrilda, однак молекулярно-генетичні дослідження показало, що вони являють собою три окремі види і не є споріднені з астрильдами. За результатами цього дослідження вони були переведені до відновленого роду Coccopygia, який є сестринським по відношенню до роду Астрильдик (Nesocharis).

## Етимологія
Наукова назва роду Doryfera походить від сполучення слів дав.-гр. κοκκος — яскраво-червоний і πυγιος — зад.